# Thomas Volney Munson
Thomas Volney Munson o simplemente como T.V. Munson (Astoria, 26 de septiembre de 1843-21 de enero de 1913) fue un botánico, horticultor estadounidense, especialista en mejoramiento genético de uvas en Texas.
Era aborigen de Astoria (Illinois). Hijo de William Munson (1808-1890) y Maria Linley (1810-1890). En 1870 se graduó en la Universidad de Kentucky. En abril de 1874 se mudó a Denison (Texas) donde dos de sus hermanos ya se habían trasladado. Mientras que sobre todo es recordado como horticultor, Munson se interesó en una variedad de campos, acreditándose con varios inventos, entre ellos un helicóptero primitivo.

## Estudios
Hizo un amplio uso de especies nativas de uva americanas, y dedicó una gran parte de su vida a la recopilación y documentación de ellas. Liberó cientos de cultivares con nombre, aunque sólo unos pocos siguen siendo de importancia en la actualidad. A pesar de cultivares para aumentar la calidad del vino, ocupó una gran parte de sus esfuerzos, al desarrollo de portainjertos resistentes a enfermedades fúngicas. Así, los cultivadores europeos de uva tuvieron poblaciones resistentes a la filoxera, lo que les permitió recuperarse de su devastadora epidemia de finales del siglo XIX.
Las raíces que utilizó en Francia Munson vino de variedades Mustang salvajes y de uvas nacionales de Ingleside, Tx. Esas cepas salvajes todavía proliferan allí.

## Actividad Librepensamiento
Fue también activo en el movimiento librepensador. En julio de 1890, cuando James D. Shaw, el editor del polémico Independent Pulpit, fue elegido presidente de la recién formada Asociación Liberal de Texas, en una reunión celebrada en Waco (Texas), los miembros eligieron a Munson como tesorero, siendo reelecto al año siguiente en San Antonio (Texas). Munson también suscrito a los periódicos infieles, como la hoja azul de hierba y ocasionalmente conferencias en reuniones librepensador. Cuando murió en 1913, su funeral se llevó a cabo en un salón público en lugar de una iglesia y de los servicios, que eran "simple y breve," consistió en gran parte de una oración fúnebre compuesta por el difunto mismo ", cuando todavía estaba en buen estado de salud. Fue enterrado después en el cementerio de Fairview Denison.

## Algunas publicaciones
- thomas volney Munson. 1906. Length of life of vines of various species and varieties of grapes: profitableness, and by what diseases seriously affected. Bulletin 88 (Texas Agricultural) 9 pp.

### Libros
- thomas volney Munson. 1909. Foundations of American grape culture. Editor Orange Judd Co. 252 pp.
- -------------------------------. 1900. Investigation and improvement of American grapes at the Munson experiment grounds near Denison, Texas, from 1876 to 1900. Bulletin 56 (Texas Agricultural Experiment Station). Editor Von Boeckmann, Schutze & Co. 285 pp.

## Honores
- Caballero del Mérito Agrícola de la Legión de Honor francesa
- Cognac, Francia se convirtió en una ciudad hermana de la de Munson de Denison.

## Eponimia
Especies
- (Rosaceae) Prunus munsoniana W.Wight & Hedrick[4]
- (Salicaceae) Populus munsoniana Dode[5]
- (Vitaceae) Muscadinia munsoniana (J.H.Simpson ex Planch.) Small[6]